# Jean-Paul Bertrand-Demanes
Jean-Paul Bertrand-Demanes (Casablanca, 13 de maio de 1952) é um ex-futebolista francês nascido na antiga colônia do Marrocos.
Ele competiu na Copa do Mundo FIFA de 1978, sediada na Argentina, na qual a seleção de seu país terminou na 12º colocação dentre os 16 participantes.
Em clubes, Demanes atuou em um único clube: o Nantes, onde atuou por 532 vezes entre 1969 e 1987, ano em que disse adeus aos gramados.